# سپاه ۲۶ (ورماخت)
سپاه ۲۶ (به آلمانی: XXVI. Armeekorps) یکی از سپاه‌های نیروی زمینی آلمان در جریان جنگ جهانی دوم به عملیات پرداخت.

## تشکیل و سازمان
این یگان در ابتدا تحت عنوان "سپاه وودریش" توسط ارتش یکم در ۲۲ اوت سال ۱۹۳۹ در منطقه نظامی شماره ۱ جهت وظایف ویژه تشکیل شد. روز ۱ اکتبر همان سال به "سپاه ۲۶" تغییر عنوان داد.
- سازمان سپاه در ماه دسامبر سال ۱۹۳۹[۲]:
  - لشکر هشتم زرهی
  - لشکر دویست و شانزدهم پیاده‌نظام

## تاریخچه عملیاتی

### شوروی
سپاه ۲۶ به فرماندهی سپهبد آلبرت وودریش در جریان عملیات بارباروسا، تهاجم آلمان به شوروی، به عنوان بخشی از ارتش هجدهم از گروه ارتش شمال با دو لشکر شصت و یکم و دویست و هفدهم پیاده‌نظام از روز ۲۲ ژوئن سال ۱۹۴۱ یورش به منطقه بالتیک را آغاز کرد. هر دو لشکر این سپاه در روز نخست موفق به پیشروی بیست کیلومتری گشتند و اندریه‌یاواس و گارگژدای را به تصرف درآوردند.

## فرماندهان
| تصویر | نام              | درجه                                       | آغاز فرماندهی | پایان فرماندهی |  |
| ----- | ---------------- | ------------------------------------------ | ------------- | -------------- |  |
|       | آلبرت وودریش     | سرلشکر ارتقا به درجه سپهبد (۱۰ اکتبر ۱۹۳۹) | ۱ اکتبر ۱۹۳۹  | ۱ نوامبر ۱۹۴۲  |  |
|       | ارنست فن لایزر   | سرلشکر ارتقا به درجه سپهبد (۱ دسامبر ۱۹۴۲) | ۱ نوامبر ۱۹۴۲ | ۳۱ اکتبر ۱۹۴۳  |  |
|       | کارل هیلپرت      | سپهبد                                      | ۳۱ اکتبر ۱۹۴۳ | ۳۱ دسامبر ۱۹۴۳ |  |
|       | مارتین گرازه     | سپهبد                                      | ۱ ژانویه ۱۹۴۴ | ۱۵ فوریه ۱۹۴۴  |  |
|       | آنتون گراسر      | سرلشکر ارتقا به درجه سپهبد (۱ مه ۱۹۴۴)     | ۱۵ فوریه ۱۹۴۴ | ۳ ژوئیه ۱۹۴۴   |  |
|       | گوستاف فن (موقت) | سپهبد                                      | ۳ ژوئیه ۱۹۴۴  | ۶ ژوئیه ۱۹۴۴   |  |
|       | گرهارت ماتسکی    | سپهبد                                      | ۶ ژوئیه ۱۹۴۴  | آوریل ۱۹۴۵     |  |
|       | کورت چیل         | سرلشکر                                     | ۲۴ آوریل ۱۹۴۵ | ۸ مه ۱۹۴۵      |  |
|       |                  |                                            |               |                |  |